# Герб Каштру-Марина
Ге́рб Ка́штру-Марина — офіційний символ містечка Каштру-Марин, Португалія. Використовується як територіальний герб. У золотому щиті червоний замок із трьома баштами, золотими вікнами і брамою, що стоїть на землі натурального кольору. Обабіч замку червоний тамплієрський хрест праворуч і червоний Христовий хрест ліворуч. У главі щита два схрещені чорні ключі. По боках від них розміщені голови світлошкірого християнського короля в золотій короні (праворуч) і темношкірого мавританського еміра в срібному тюрбані (ліворуч). Низ щита срібний, перетятий двома синіми хвилястими смугами. Щит увінчує срібна мурована містечкова корона з чотирма вежами.  Під щитом біла стрічка, на якій великими літерами напис португальською: «vila de Castro Marim» (містечко Каштру-Марин).  Офіційно затверджений 21 вересня 1937 року.  

## Галерея

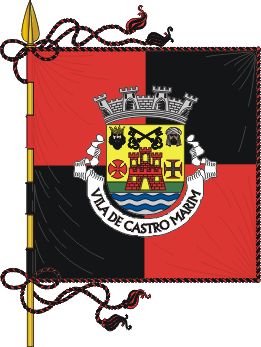
Прапор